# Coupe Gambardella 2014-2015
Navigation
Édition précédente Édition suivante
La Coupe Gambardella 2014-2015 est la 61e édition de la Coupe Gambardella de football. Elle est organisée durant la saison 2014-2015 par la Fédération française de football et ses ligues régionales, et se déroule sur toute la saison, d'octobre à mai. La compétition à élimination directe met aux prises les équipes de moins de 19 ans des clubs à travers la France. C'est le FC Sochaux-Montbéliard qui empoche sa 3e Coupe Gambardella de son histoire en battant l'Olympique lyonnais 2-0 au Stade de France.

## Résultats

### Soixante-quatrièmes de finale
| Club                          | Score | Club               | T.a.b | Date            |
| ----------------------------- | ----- | ------------------ | ----- | --------------- |
| FC Rouen 1899                 | 3-1   | FC Saint-Lô Manche | non   | 18 janvier 2015 |
| Entente Sannois Saint-Gratien | 1-1   | Le Havre AC        | 5-4   | 18 janvier 2015 |
| Montfermeil                   | 0-0   | US Quevilly        | 6-5   | 18 janvier 2015 |

### Trente-deuxième-de-finale
| Club             | Score | Club          | T.a.b | Date            |
| ---------------- | ----- | ------------- | ----- | --------------- |
| Aulnoye-Aymeries | 1-1   | AC Ajaccio    | 7-8   | 08 février 2015 |
| LOSC Lille       | 5-0   | FC Rouen 1899 | non   | 11 février 2015 |

### Huitièmes-de-finale
| Club                   | Score | Club                   | T.a.b | Date         |
| ---------------------- | ----- | ---------------------- | ----- | ------------ |
| LOSC Lille             | 3-1   | SM Caen                | non   | 22 mars 2015 |
| Paris SG               | 1-1   | AS Nancy-Lorraine      | 3-2   | 22 mars 2015 |
| EA Guingamp            | 3-1   | FC Nantes              | non   | 22 mars 2015 |
| AC Ajaccio             | 1-2   | Stade rennais          | non   | 22 mars 2015 |
| Olympique lyonnais     | 2-2   | AS Saint-Etienne       | 6-5   | 22 mars 2015 |
| AJ Auxerre             | 3-1   | AS Monaco              | non   | 22 mars 2015 |
| Dijon FCO              | 0-3   | FC Sochaux-Montbéliard | non   | 22 mars 2015 |
| Olympique de Marseille | 1-1   | LB Châteauroux         | 4-2   | 22 mars 2015 |

### Quarts-de-finale
| Club                   | Score | Club          | T.a.b | Date          |
| ---------------------- | ----- | ------------- | ----- | ------------- |
| AJ Auxerre             | 1 - 3 | Stade rennais | non   | 15 avril 2015 |
| Olympique de Marseille | 2 - 3 | Paris SG      | non   | 12 avril 2015 |
| FC Sochaux-Montbéliard | 2 - 1 | EA Guingamp   | non   | 12 avril 2015 |
| Olympique lyonnais     | 3 - 1 | LOSC Lille    | non   | 12 avril 2015 |

### Demi-finales
| Club               | Score | Club                   | T.a.b | Date       | Heure |
| ------------------ | ----- | ---------------------- | ----- | ---------- | ----- |
| Olympique lyonnais | 1 - 0 | Stade rennais          | non   | 3 mai 2015 | 14h30 |
| Paris SG           | 1 - 3 | FC Sochaux-Montbéliard | non   | 3 mai 2015 | 17h00 |

### Finale
Ce match se joue en ouverture de la finale de la Coupe de France de football 2014-2015 Paris SG - AJ Auxerre au Stade de France. Les Jaune et Bleus du FC Sochaux-Montbéliard remportent le match 2-0 contre l'Olympique lyonnais, portant le total de Coupes Gambardella gagnées par le club à 3.
| Titulaires :    |                 |     |
|                 |                 |     |
|                 | Lebongo         |     |
|                 | Moufi           | 86e |
|                 | Heymans         |     |
|                 | Diakhaby        |     |
|                 | Jenssen         |     |
|                 | d'Arpino        | 74e |
|                 | Perrin          |     |
|                 | Moutassamy      |     |
|                 | Cornet          | 54e |
|                 | Kalulu          |     |
|                 | Del Castillo    |     |
|                 |                 |     |
| Remplaçants :   |                 |     |
|                 | Pagliuca        | 86e |
|                 | Martelat        | 74e |
|                 | Martins Pereira | 54e |
|                 | Grange          |     |
|                 | Mboumbouni      |     |
|                 |                 |     |
| Entraîneur :    |                 |     |
| Maxence Flachez |                 |     |

| Titulaires :  |           |     |
|               |           |     |
|               | Prevot    |     |
|               | Fuchs     |     |
|               | Senzemba  | 83e |
|               | Senhadji  |     |
|               | Onguéné   |     |
|               | François  |     |
|               | Léo       | 71e |
|               | Daham     |     |
|               | Robinet   |     |
|               | Chikhaoui | 62e |
|               | Thuram    |     |
|               |           |     |
| Remplaçants : |           |     |
|               | Pendant   | 83e |
|               | Keyoubi   | 71e |
|               | Ruiz      | 62e |
|               | Long      |     |
|               | Aktaş     |     |
|               |           |     |
| Entraîneur :  |           |     |
| Éric Hély     |           |     |

| Titulaires :    |                 |     |
|                 |                 |     |
|                 | Lebongo         |     |
|                 | Moufi           | 86e |
|                 | Heymans         |     |
|                 | Diakhaby        |     |
|                 | Jenssen         |     |
|                 | d'Arpino        | 74e |
|                 | Perrin          |     |
|                 | Moutassamy      |     |
|                 | Cornet          | 54e |
|                 | Kalulu          |     |
|                 | Del Castillo    |     |
|                 |                 |     |
| Remplaçants :   |                 |     |
|                 | Pagliuca        | 86e |
|                 | Martelat        | 74e |
|                 | Martins Pereira | 54e |
|                 | Grange          |     |
|                 | Mboumbouni      |     |
|                 |                 |     |
| Entraîneur :    |                 |     |
| Maxence Flachez |                 |     |

| Titulaires :  |           |     |
|               |           |     |
|               | Prevot    |     |
|               | Fuchs     |     |
|               | Senzemba  | 83e |
|               | Senhadji  |     |
|               | Onguéné   |     |
|               | François  |     |
|               | Léo       | 71e |
|               | Daham     |     |
|               | Robinet   |     |
|               | Chikhaoui | 62e |
|               | Thuram    |     |
|               |           |     |
| Remplaçants : |           |     |
|               | Pendant   | 83e |
|               | Keyoubi   | 71e |
|               | Ruiz      | 62e |
|               | Long      |     |
|               | Aktaş     |     |
|               |           |     |
| Entraîneur :  |           |     |
| Éric Hély     |           |     |